# Список заслуженных мастеров спорта СССР (футбол)
Звание «заслуженный мастер спорта» (с 1983 года официальное название — «заслуженный мастер спорта СССР») было учреждено в 1934 году. Среди первых 22 его обладателей было 8 футболистов, знак под наименьшим номером (№ 4) получил Михаил Бутусов.
Критерии присвоения звания менялись. Так, до учреждения в 1956 году звания «заслуженный тренер» звание ЗМС присваивалось и за тренерские заслуги; в 1940-е годы звание ЗМС несколько раз присваивалось ведущим спортивным организаторам и арбитрам.

## Список
Обозначения:

** — звание присвоено через значительный промежуток времени (не менее трёх лет) после окончания игровой карьеры.
| 1934 год | |            |  |           |                                     | |
| 1 | Бутусов Михаил Павлович                                                                                              | 05.06.1934 |  | Ленинград | «Динамо»                            | 4 |
| 2 | Батырев Павел Васильевич **                                                                                          | 05.06.1934 |  | Ленинград | «Динамо»                            | 5 |
| 3 | Старостин Николай Петрович                                                                                           | 05.06.1934 |  | Москва    | «Спартак»                           | 6 (снято в 1941 году; восстановлено 26.04.1955, № 1024)                                               |
| 4 | Селин Фёдор Ильич | 05.06.1934 |  | Москва    | «Динамо»                            | 7 |
| 5 | Исаков Пётр Ефимович                                                                                                 | 05.06.1934 |  | Москва    | «Спартак»                           | 8 |
| 6 | Соколов Николай Евграфович                                                                                           | 05.06.1934 |  | Ленинград | «Динамо»                            | 10 |
| 7 | Привалов Иван Васильевич                                                                                             | 05.06.1934 |  | Харьков   | «Локомотив»                         | 13 (снято в ???? году; восстановлено 01.02.1958, № 1169)                                              |
| 8 | Воног Владимир Донатович                                                                                             | 05.06.1934 |  | Ленинград | Профсоюзы (футбол и хоккей с мячом) | 17 |
| 1936 год | |            |  |           |                                     | |
| 1 | Ежов Пётр Иванович                                                                                                   | 19.03.1936 |  | Москва    | Профсоюзы                           | 24 |
| 2 | Григорьев Пётр Григорьевич                                                                                           | 19.03.1936 |  | Ленинград | «Красная Заря»                      | 25 |
| 3 | Блинков Константин Георгиевич **                                                                                     | 19.03.1936 |  | Москва    | завод «Серп и молот»                | 26 |
| 4 | Фомин Владимир Васильевич                                                                                            | 19.03.1936 |  | Харьков   | «Динамо»                            | 27 |
| 5 | Фомин Константин Васильевич                                                                                          | 19.03.1936 |  | Москва    | «Динамо»                            | 28 |
| 6 | Квашнин Константин Павлович **                                                                                       | 19.03.1936 |  | Москва    | «Динамо»                            | 30 (снято в 1944 году, восстановлено 02.08.1946; снято повторно 22.10.1946, восстановлено 21.03.1969) |
| 7 | Канунников Павел Александрович **                                                                                    | 19.03.1936 |  | Москва    | «Локомотив»                         | 31 |
| 8 | Старостин Александр Петрович                                                                                         | 10.12.1936 |  | Москва    | «Спартак»                           | 46 (снято в 1941 году; восстановлено 26.04.1955, № 1025)                                              |
| 1938 год | |            |  |           |                                     | |
| 1 | Никишин Евгений Прокофьевич                                                                                          | 18.03.1938 |  | Москва    | ЦДКА                                | 71 |
| 1940 год За успешное выступление московского «Спартака», усиленного игроками других команд (фактически это была сборная Москвы) в Софии — победы над командой «Славия» 6:1 и сборной Софии 7:1 — звание ЗМС получили 2 игрока «Спартака» (А. Акимов, Ан. Старостин), 2 игрока «Динамо» (С. Ильин, М. Якушин) и 1 игрок ЦДКА (Г. Федотов). | |            |  |           |                                     | |
| 1 | Старостин Андрей Петрович                                                                                            | 19.08.1940 |  | Москва    | «Спартак»                           | 143 (снято в 1941 году; восстановлено 26.04.1955, № 1023)                                             |
| 2 | Федотов Григорий Иванович                                                                                            | 19.08.1940 |  | Москва    | ЦДКА                                | 144                                                                                                   |
| 3 | Якушин Михаил Иосифович                                                                                              | 19.08.1940 |  | Москва    | «Динамо»                            | 145                                                                                                   |
| 4 | Ильин Сергей Сергеевич                                                                                               | 19.08.1940 |  | Москва    | «Динамо»                            | 146                                                                                                   |
| 5 | Акимов Анатолий Михайлович                                                                                           | 19.08.1940 |  | Москва    | «Спартак»                           | 147                                                                                                   |
| 1941 год | |            |  |           |                                     | |
| 1 | Шавгулидзе Шота Иосифович                                                                                            | 24.02.1941 |  | Тбилиси   | «Динамо»                            | 153                                                                                                   |
| 2 | Пачулия Григорий Алексеевич                                                                                          | 24.02.1941 |  | Тбилиси   | «Динамо»                            | 155 (снято 27.08.1950)                                                                                |
| 1942 год | |            |  |           |                                     | |
| 1 | Аркадьев Борис Андреевич **                                                                                          | 18.06.1942 |  | Москва    | «Локомотив»                         | 274 (снято 18.08.1952; восстановлено 30.08.1955)                                                      |
| 1943 год | |            |  |           |                                     | |
| 1 | Гранаткин Валентин Александрович                                                                                     | 23.02.1943 |  | Москва    | «Спартак»                           | 200                                                                                                   |
| 2 | Фёдоров Валентин Васильевич                                                                                          | 17.07.1943 |  | Ленинград | «Динамо»                            | 214                                                                                                   |
| 3 | Усов Николай Харитонович (судья)                                                                                     | 17.07.1943 |  | Ленинград |                                     | 233                                                                                                   |
| 4 | Гальперин Ассир Маркович **                                                                                          | 12.11.1943 |  | Тбилиси   |                                     | 249                                                                                                   |
| 1944 год | |            |  |           |                                     | |
| 1 | Ильин Николай Иванович                                                                                               | 14.07.1944 |  | Москва    | «Торпедо»                           | 252                                                                                                   |
| 2 | Пайчадзе Борис Соломонович                                                                                           | 14.07.1944 |  | Тбилиси   | «Динамо»                            | 253                                                                                                   |
| 3 | Козлов Михаил Степанович (заведующий кафедрой спортивных игр ГЦОЛИФКа, тренер сборной СССР по футболу 20-30-х годов) | 14.07.1944 |  | Москва    | «Большевик»                         | 257                                                                                                   |
| 1945 год | |            |  |           |                                     | |
| 1 | Идзковский Антон Леонардович                                                                                         | 10.10.1945 |  | Киев      | «Динамо»                            | 404                                                                                                   |
| 2 | Семичастный Михаил Васильевич                                                                                        | 17.12.1945 |  | Москва    | «Динамо»                            | 266                                                                                                   |
| 3 | Фокин Евгений Васильевич                                                                                             | 17.12.1945 |  | Москва    | «Динамо»                            | 267                                                                                                   |
| 4 | Блинков Всеволод Константинович                                                                                      | 17.12.1945 |  | Москва    | «Динамо»                            | 268                                                                                                   |
| 5 | Соловьёв Сергей Александрович                                                                                        | 17.12.1945 |  | Москва    | «Динамо»                            | 269                                                                                                   |
| 6 | Трофимов Василий Дмитриевич                                                                                          | 17.12.1945 |  | Москва    | «Динамо»                            | 270                                                                                                   |
| 7 | Соловьёв Леонид Константинович                                                                                       | 17.12.1945 |  | Москва    | «Динамо»                            | 271                                                                                                   |
| 8 | Орешкин Борис Степанович                                                                                             | 17.12.1945 |  | Ленинград | «Динамо»                            | 272                                                                                                   |
| 1946 год | |            |  |           |                                     | |
| 1 | Лясковский Константин Павлович                                                                                       | 27.02.1946 |  | Москва    | ЦДКА                                | 423                                                                                                   |
| 2 | Гринин Алексей Григорьевич                                                                                           | 27.02.1946 |  | Москва    | ЦДКА                                | 424                                                                                                   |
| 3 | Виноградов Александр Николаевич                                                                                      | 27.02.1946 |  | Москва    | ЦДКА                                | 425                                                                                                   |
| 4 | Морозов Николай Петрович                                                                                             | 27.02.1946 |  | Москва    | «Торпедо»                           | 426                                                                                                   |
| 5 | Мошкаркин Владимир Васильевич                                                                                        | 27.02.1946 |  | Москва    | «Торпедо»                           | 427                                                                                                   |
| 6 | Гостев Георгий Фёдорович **                                                                                          | 07.03.1946 |  | Ленинград |                                     | 430                                                                                                   |
| 7 | Пономарёв Александр Семёнович                                                                                        | 09.03.1946 |  | Москва    | «Торпедо»                           | 436                                                                                                   |
| 8 | Бердзенишвили Михаил Ираклиевич                                                                                      | 11.03.1946 |  | Тбилиси   | «Динамо»                            | 348                                                                                                   |
| 9 | Джеджелава Гайоз Иванович                                                                                            | 11.03.1946 |  | Тбилиси   | «Динамо»                            | 352                                                                                                   |
| 10 | Дементьев Пётр Тимофеевич                                                                                            | 20.03.1946 |  | Ленинград | «Динамо»                            | 286                                                                                                   |
| 11 | Малинин Константин Иванович                                                                                          | 08.05.1946 |  | Москва    | «Спартак»                           | 306 (снято 18.11.1950; восстановлено 30.01.1991)                                                      |
| 12 | Соколов Виктор Иванович                                                                                              | 08.05.1946 |  | Москва    | «Спартак»                           | 323                                                                                                   |
| 13 | Соколов Василий Николаевич                                                                                           | 08.05.1946 |  | Москва    | «Спартак»                           | 324                                                                                                   |
| 14 | Елисеев Евгений Иванович                                                                                             | 23.07.1946 |  | Рига      | «Даугава»                           | 288                                                                                                   |
| 15 | Павлов Василий Сергеевич **                                                                                          | 23.07.1946 |  | Москва    | «Динамо»                            | 315                                                                                                   |
| 16 | Махиня Николай Борисович **                                                                                          | 23.07.1946 |  | Киев      | «Динамо»                            | 359                                                                                                   |
| 17 | Филиппов Пётр Павлович **                                                                                            | 10.10.1946 |  | Ленинград | «Динамо»                            | 343                                                                                                   |
| 1947 год | |            |  |           |                                     | |
| 1 | Тетерин Виктор Сергеевич **                                                                                          | 26.01.1947 |  | Москва    | «Динамо»                            | 326                                                                                                   |
| 2 | Халкиопов Павел Васильевич **                                                                                        | 27.01.1947 |  | Москва    | ЦДКА                                | 364                                                                                                   |
| 3 | Лапшин Алексей Платонович **                                                                                         | 22.03.1947 |  | Москва    | «Динамо»                            | 298                                                                                                   |
| 4 | Жордания Андрей Дмитриевич **                                                                                        | 24.03.1947 |  | Тбилиси   | «Динамо»                            | 354                                                                                                   |
| 5 | Лемешев Владимир Иванович                                                                                            | 26.04.1947 |  | Ленинград | «Динамо»                            | 339                                                                                                   |
| 6 | Окунь Михаил Осипович **                                                                                             | 26.04.1947 |  | Ленинград | «Динамо»                            | 340                                                                                                   |
| 7 | Романенко Степан Дмитриевич (судья)                                                                                  | 26.05.1947 |  | Киев      | «Большевик»                         | 361                                                                                                   |
| 8 | Парсаданов Паруир Герасимович (судья)                                                                                | 06.07.1947 |  | Баку      | «Искра»                             | 451                                                                                                   |
| 9 | Соколов Алексей Андреевич **                                                                                         | 10.07.1947 |  | Москва    | «Динамо»                            | 395                                                                                                   |
| 10 | Кротов Николай Фёдорович **                                                                                          | 07.10.1947 |  | Харьков   | «Локомотив»                         | 467                                                                                                   |
| 11 | Товаровский Михаил Давидович **                                                                                      | 07.10.1947 |  | Москва    | «Искра»                             | 394                                                                                                   |
| 12 | Коровин Иван Васильевич                                                                                              | 29.11.1947 |  | Горький   | «Торпедо»                           | 477                                                                                                   |
| 13 | Смирнов Василий Павлович **                                                                                          | 29.11.1947 |  | Москва    | «Динамо»                            | 471                                                                                                   |
| 14 | Дементьев Николай Тимофеевич                                                                                         | 22.12.1947 |  | Москва    | «Спартак»                           | 671                                                                                                   |
| 15 | Егоров Владимир Кузьмич                                                                                              | 29.12.1947 |  | Москва    | «Крылья Советов»                    | 490                                                                                                   |
| 16 | Шапошников Алексей Николаевич **                                                                                     | 29.12.1947 |  | Москва    | «Зенит»                             | 491                                                                                                   |
| 1948 год | |            |  |           |                                     | |
| 1 | Дангулов Абрам Христофорович **                                                                                      | 16.01.1948 |  | Москва    | «Крылья Советов»                    | 512                                                                                                   |
| 2 | Шорец Георгий Васильевич                                                                                             | 24.03.1948 |  | Ленинград | «Динамо»                            | 527                                                                                                   |
| 3 | Чернышёв Аркадий Иванович                                                                                            | 24.03.1948 |  | Москва    | «Динамо»                            | 530                                                                                                   |
| 4 | Корчебоков Лев Николаевич **                                                                                         | 24.03.1948 |  | Москва    | «Динамо»                            | 533                                                                                                   |
| 5 | Дубинин Виктор Иванович **                                                                                           | 24.03.1948 |  | Москва    | «Динамо»                            | 534                                                                                                   |
| 6 | Степанов Владимир Александрович **                                                                                   | 24.03.1948 |  | Москва    | «Спартак»                           | 535                                                                                                   |
| 7 | Гагуа Григорий Афанасьевич                                                                                           | 22.07.1948 |  | Тбилиси   | «Динамо»                            | 555                                                                                                   |
| 8 | Лемешев Константин Иванович **                                                                                       | 22.07.1948 |  | Ленинград | «Большевик»                         | 556                                                                                                   |
| 9 | Бесков Константин Иванович                                                                                           | 05.08.1948 |  | Москва    | «Динамо»                            | 564 (снято 02.09.1952; восстановлено 07.09.1953)                                                      |
| 10 | Карцев Василий Михайлович                                                                                            | 05.08.1948 |  | Москва    | «Динамо»                            | 567                                                                                                   |
| 11 | Кикнадзе Арчил Самуилович                                                                                            | 05.08.1948 |  | Тбилиси   | «Динамо»                            | 568                                                                                                   |
| 12 | Станкевич Иван Иванович                                                                                              | 05.08.1948 |  | Москва    | «Динамо»                            | 571                                                                                                   |
| 13 | Панюков Виктор Порфирьевич                                                                                           | 05.08.1948 |  | Тбилиси   | «Динамо»                            | 575                                                                                                   |
| 14 | Пономарёв Алексей Степанович **                                                                                      | 05.08.1948 |  | Москва    | «Динамо»                            | 578                                                                                                   |
| 15 | Сушков Михаил Павлович **                                                                                            | 05.08.1948 |  | Москва    | «Динамо»                            | 581                                                                                                   |
| 16 | Хомич Алексей Петрович                                                                                               | 05.08.1948 |  | Москва    | «Динамо»                            | 587                                                                                                   |
| 17 | Шудра Сергей Петрович                                                                                                | 05.08.1948 |  | Тбилиси   | «Динамо»                            | 590                                                                                                   |
| 18 | Малявкин Александр Фомич                                                                                             | 05.08.1948 |  | Москва    | «Динамо»                            | 591                                                                                                   |
| 19 | Радикорский Всеволод Константинович                                                                                  | 05.08.1948 |  | Москва    | «Динамо»                            | 592                                                                                                   |
| 20 | Никаноров Владимир Николаевич                                                                                        | 11.10.1948 |  | Москва    | ЦДКА                                | 593                                                                                                   |
| 21 | Кочетков Иван Александрович                                                                                          | 11.10.1948 |  | Москва    | ЦДКА                                | 594                                                                                                   |
| 22 | Николаев Валентин Александрович                                                                                      | 11.10.1948 |  | Москва    | ЦДКА                                | 595 (снято 02.09.1952; восстановлено 07.09.1953)                                                      |
| 23 | Бобров Всеволод Михайлович                                                                                           | 11.10.1948 |  | Москва    | ЦДКА                                | 596                                                                                                   |
| 24 | Дёмин Владимир Тимофеевич                                                                                            | 11.10.1948 |  | Москва    | ЦДКА                                | 597                                                                                                   |
| 25 | Афанасьев Борис Иванович                                                                                             | 11.10.1948 |  | Москва    | ЦДКА                                | 598                                                                                                   |
| 26 | Савостьянов Павел Александрович                                                                                      | 04.11.1948 |  | Москва    | «Трудовые резервы»                  | 610                                                                                                   |
| 27 | Соколов Алексей Геннадьевич                                                                                          | 04.11.1948 |  | Москва    | «Спартак»                           | 611                                                                                                   |
| 28 | Кусков Владимир Аполлонович **                                                                                       | 04.11.1948 |  | Ленинград | «Судостроитель»                     | 621                                                                                                   |
| 29 | Жибоедов Константин Михайлович **                                                                                    | 04.11.1948 |  | Москва    | «Крылья Советов»                    | 627                                                                                                   |
| 30 | Глазков Георгий Фёдорович                                                                                            | 04.11.1948 |  | Вильнюс   | «Спартак»                           | 639                                                                                                   |
| 31 | Кочетов Борис Сергеевич                                                                                              | 27.12.1948 |  | Минск     | «Динамо»                            | 646                                                                                                   |
| 1949 год | |            |  |           |                                     | |
| 1 | Петров Пётр Иванович                                                                                                 | 28.11.1949 |  | Москва    | «Торпедо»                           | 692                                                                                                   |
| 1950 год | |            |  |           |                                     | |
| 1 | Рязанцев Константин Матвеевич                                                                                        | 09.02.1950 |  | Москва    | «Спартак»                           | 687                                                                                                   |
| 2 | Антоневич Михаил Моисеевич                                                                                           | 27.07.1950 |  | Москва    | «Локомотив»                         | 720                                                                                                   |
| 3 | Качалин Гавриил Дмитриевич (тренер)                                                                                  | 27.07.1950 |  | Москва    | «Локомотив»                         | 721                                                                                                   |
| 4 | Лахонин Виктор Тимофеевич                                                                                            | 27.07.1950 |  | Москва    | «Локомотив»                         | 722                                                                                                   |
| 5 | Панфилов Василий Сергеевич                                                                                           | 29.07.1950 |  | Москва    | «Локомотив»                         | 726                                                                                                   |
| 6 | Пшеничный Алексей Васильевич                                                                                         | 15.09.1950 |  | Ленинград | «Зенит»                             | 735                                                                                                   |
| 1951 год | |            |  |           |                                     | |
| 1 | Водягин Алексей Алексеевич                                                                                           | 17.03.1951 |  | Москва    | ЦДСА                                | 758                                                                                                   |
| 2 | Чистохвалов Виктор Александрович                                                                                     | 17.03.1951 |  | Москва    | ЦДСА                                | 765                                                                                                   |
| 3 | Антадзе Георгий Самсонович                                                                                           | 17.03.1951 |  | Тбилиси   | «Динамо»                            | 769                                                                                                   |
| 4 | Гогоберидзе Автандил Николаевич                                                                                      | 17.03.1951 |  | Тбилиси   | «Динамо»                            | 770                                                                                                   |
| 5 | Минаев Михаил Петрович (тренер)                                                                                      | 17.03.1951 |  | Тбилиси   | «Динамо»                            | 772                                                                                                   |
| 6 | Егерс Альфонс Фрицевич                                                                                               | 18.04.1951 |  | Рига      | «Даугава»                           | 775                                                                                                   |
| 7 | Поставнин Николай Васильевич                                                                                         | 31.05.1951 |  | Москва    | «Динамо»                            | 792                                                                                                   |
| 8 | Новиков Виктор Иванович (тренер)                                                                                     | 07.09.1951 |  | Сталино   | «Шахтер»                            | 812                                                                                                   |
| 1952 год | |            |  |           |                                     | |
| 1 | Иванов Леонид Григорьевич                                                                                            | 17.01.1952 |  | Ленинград | «Зенит»                             | 832                                                                                                   |
| 2 | Гомес Агустин Пагола                                                                                                 | 17.01.1952 |  | Москва    | «Торпедо»                           | 833                                                                                                   |
| 3 | Тимаков Олег Михайлович                                                                                              | 18.01.1952 |  | Москва    | «Спартак»                           | 841                                                                                                   |
| 4 | Дзяпшипа Ниязи Александрович                                                                                         | 26.03.1952 |  | Тбилиси   | «Динамо»                            | 855                                                                                                   |
| 5 | Маргания Владимир Чичинович                                                                                          | 26.03.1952 |  | Тбилиси   | «Динамо»                            | 856                                                                                                   |
| 1953 год | |            |  |           |                                     | |
| 1 | Ошенков Олег Александрович **                                                                                        | 17.01.1953 |  | Киев      | «Динамо»                            | 894                                                                                                   |
| 1954 год | |            |  |           |                                     | |
| 1 | Симонян Никита Павлович                                                                                              | 26.01.1954 |  | Москва    | «Спартак»                           | 938                                                                                                   |
| 2 | Парамонов Алексей Александрович                                                                                      | 26.01.1954 |  | Москва    | «Спартак»                           | 939                                                                                                   |
| 3 | Нетто Игорь Александрович                                                                                            | 26.01.1954 |  | Москва    | «Спартак»                           | 940                                                                                                   |
| 4 | Крижевский Константин Станиславович                                                                                  | 26.01.1954 |  | Москва    | «Динамо»                            | 941                                                                                                   |
| 5 | Сальников Сергей Сергеевич                                                                                           | 26.01.1954 |  | Москва    | «Динамо»                            | 942 (снято 10.04.1955; восстановлено 16.07.1955)                                                      |
| 6 | Савдунин Владимир Григорьевич                                                                                        | 26.01.1954 |  | Москва    | «Динамо»                            | 943                                                                                                   |
| 7 | Марютин Фридрих Михайлович                                                                                           | 26.01.1954 |  | Ленинград | «Зенит»                             | 944                                                                                                   |
| 1955 год | |            |  |           |                                     | |
| 1 | Зазроев Андрей Иванович                                                                                              | 14.02.1955 |  | Киев      | «Динамо»                            | 989                                                                                                   |
| 2 | Михалина Михаил Михайлович                                                                                           | 14.02.1955 |  | Киев      | «Динамо»                            | 990                                                                                                   |
| 3 | Башашкин Анатолий Васильевич                                                                                         | 06.05.1955 |  | Москва    | Советская Армия                     | 1000                                                                                                  |
| 4 | Ворошилов Виктор Фёдорович                                                                                           | 05.07.1955 |  | Куйбышев  | «Крылья Советов»                    | 1030                                                                                                  |
| 5 | Карпов Виктор Иванович                                                                                               | 05.07.1955 |  | Куйбышев  | «Крылья Советов»                    | 1031                                                                                                  |
| 1957 год За победу на Олимпийских играх 1956 звания ЗМС были удостоены 11 футболистов, ещё 5 его уже имели. Не получили звание сыгравшие по 1 матчу Б. Разинский и Й. Беца (им звание было присвоено соответственно в 1989 и 1991). | |            |  |           |                                     | |
| 1 | Иванов Валентин Козьмич                                                                                              | 16.02.1957 |  | Москва    | «Торпедо»                           | 1128                                                                                                  |
| 2 | Ильин Анатолий Михайлович                                                                                            | 16.02.1957 |  | Москва    | «Спартак»                           | 1139                                                                                                  |
| 3 | Исаев Анатолий Константинович                                                                                        | 16.02.1957 |  | Москва    | «Спартак»                           | 1127                                                                                                  |
| 4 | Кузнецов Борис Дмитриевич                                                                                            | 16.02.1957 |  | Москва    | «Динамо»                            | 1135                                                                                                  |
| 5 | Маслёнкин Анатолий Евстигнеевич                                                                                      | 16.02.1957 |  | Москва    | «Спартак»                           | 1142                                                                                                  |
| 6 | Огоньков Михаил Павлович                                                                                             | 16.02.1957 |  | Москва    | «Спартак»                           | 1140 (снято 18.02.1958)                                                                               |
| 7 | Рыжкин Владимир Алексеевич                                                                                           | 16.02.1957 |  | Москва    | «Динамо»                            | 1129                                                                                                  |
| 8 | Стрельцов Эдуард Анатольевич                                                                                         | 16.02.1957 |  | Москва    | «Торпедо»                           | 1137 (снято 18.02.1958; восстановлено 05.11.1967, № 1683)                                             |
| 9 | Татушин Борис Георгиевич                                                                                             | 16.02.1957 |  | Москва    | «Спартак»                           | 1138 (снято 18.02.1958; восстановлено 30.11.1991, № 4243)                                             |
| 10 | Тищенко Николай Иванович                                                                                             | 16.02.1957 |  | Москва    | «Спартак»                           | 1136                                                                                                  |
| 11 | Яшин Лев Иванович | 16.02.1957 |  | Москва    | «Динамо»                            | 1141                                                                                                  |
| 1959 год | |            |  |           |                                     | |
| 1 | Войнов Юрий Николаевич                                                                                               | 26.09.1959 |  | Киев      | «Динамо»                            | 1189                                                                                                  |
| 1960 год | |            |  |           |                                     | |
| 1 | Царёв Виктор Григорьевич                                                                                             | 25.02.1960 |  | Москва    | «Динамо»                            | 1219                                                                                                  |
| 2 | Кесарев Владимир Петрович                                                                                            | 21.07.1960 |  | Москва    | «Динамо»                            | 1235                                                                                                  |
| 3 | Метревели Слава Калистратович                                                                                        | 21.07.1960 |  | Москва    | «Торпедо»                           | 1237                                                                                                  |
| 4 | Бубукин Валентин Борисович                                                                                           | 21.07.1960 |  | Москва    | «Локомотив»                         | 1238                                                                                                  |
| 5 | Мамедов Алекпер Амирович                                                                                             | 13.10.1960 |  | Баку      | «Нефтяник»                          | 1255                                                                                                  |
| 6 | Кегеян Арутюн Левонович                                                                                              | 09.12.1960 |  | Ереван    | «Спартак»                           | 1288                                                                                                  |
| 1961 год | |            |  |           |                                     | |
| 1 | Макаров Олег Александрович                                                                                           | 16.12.1961 |  | Киев      | «Динамо»                            | 1323                                                                                                  |
| 1962 год | |            |  |           |                                     | |
| 1 | Кузнецов Юрий Константинович                                                                                         | 25.10.1962 |  | Баку      | «Нефтяник»                          | 1361                                                                                                  |
| 1963 год | |            |  |           |                                     | |
| 1 | Калоев Заур Григорьевич                                                                                              | 18.01.1963 |  | Тбилиси   | «Динамо»                            | 1373                                                                                                  |
| 2 | Сапронов Валентин Гаврилович                                                                                         | 29.08.1963 |  | Донецк    | «Шахтёр»                            | 1427                                                                                                  |

### 1964
- Воронин, Валерий Иванович

### 1965
По итогам чемпионата мира по хоккею с мячом в числе получивших звание был В. Маслов (чемпион мира 1961, 1963, 1965) — также известный футболист, игрок сборной СССР.
- Маслов, Валерий Павлович (хоккей с мячом, футбол)
- Месхи, Михаил Шалвович
- Понедельник, Виктор Владимирович
- Чохели, Гиви Дмитриевич

### 1967
- Биба, Андрей Андреевич
- Кавазашвили, Анзор Амберкович
- Крутиков, Анатолий Фёдорович
- Малофеев, Эдуард Васильевич
- Сабо, Йожеф Йожефович
- Серебряников, Виктор Петрович
- Стрельцов, Эдуард Анатольевич
- Турянчик, Василий Юрьевич
- Хусаинов, Галимзян Салихович
- Шестернёв, Альберт Алексеевич
- Щегольков, Владимир Николаевич

### 1969
- Дубинский, Эдуард Исаакович
- Котрикадзе, Сергей Парменович
- Маслаченко, Владимир Никитович
- Пономарёв, Владимир Алексеевич
- Шустиков, Виктор Михайлович
- Яманидзе, Шота Давидович
- Хурцилава, Муртаз Калистратович

### 1970
- Афонин, Валентин Иванович

### 1972
В декабре 1972 года в ознаменование 50-летия СССР звание было присвоено лучшим спортсменам ряда социалистических стран, среди них:
- Любаньский, Влодзимеж (Польша)

### 1973
- Маркаров, Эдуард Артёмович
- Рудаков, Евгений Васильевич

### 1975
За победу киевского «Динамо» в Кубке обладателей кубков звания ЗМС были удостоены 10 футболистов — 9 участников финального матча (Е. Рудаков получил звание ранее, а А. Коньков — в 1982, к окончанию игровой карьеры) и В. Веремеев.
- Блохин, Олег Владимирович
- Буряк, Леонид Иосифович
- Веремеев, Владимир Григорьевич
- Колотов, Виктор Михайлович
- Матвиенко, Виктор Антонович
- Мунтян, Владимир Фёдорович
- Онищенко, Владимир Иванович
- Решко, Стефан Михайлович
- Трошкин, Владимир Николаевич
- Фоменко, Михаил Иванович

### 1981
За победу тбилисского «Динамо» в Кубке обладателей кубков звания ЗМС были удостоены 10 футболистов — 9 участников финального матча (за исключением Н. Какилашвили, З. Сванадзе и Г. Тавадзе) и Ш. Хинчагашвили.
- Габелия, Отари Амвросиевич
- Гуцаев, Владимир Гаврилович
- Дараселия, Виталий Кухинович
- Кипиани, Давид Давидович
- Костава, Тамаз Гивиевич
- Сулаквелидзе, Тенгиз Григорьевич
- Хизанишвили, Нодар Георгиевич
- Хинчагашвили, Шота Юрьевич
- Чивадзе, Александр Габриэлович
- Шенгелия, Рамаз Александрович

### 1982
- Коньков, Анатолий Дмитриевич

### 1985
- Нырков, Юрий Александрович **

### 1986
За победу киевского «Динамо» в Кубке обладателей кубков звания ЗМС были удостоены 13 футболистов — 12 участников финального матча (О. Блохин получил звание ранее) и запасной вратарь М. Михайлов.
- Балтача, Сергей Павлович
- Баль, Андрей Михайлович
- Беланов, Игорь Иванович
- Бессонов, Владимир Васильевич
- Демьяненко, Анатолий Васильевич
- Евтушенко, Вадим Анатольевич
- Заваров, Александр Анатольевич
- Кузнецов, Олег Владимирович
- Михайлов, Михаил Леонидович
- Рац, Василий Карлович
- Чанов, Виктор Викторович
- Яковенко, Павел Александрович
- Яремчук, Иван Иванович

### 1988
За завоевание «серебра» чемпионата Европы звания ЗМС были удостоены 6 футболистов, ещё 9 его уже имели. Не получили звание С. Гоцманов и В. Пасулько, сыгравшие соответственно 4 и 2 матча (в том числе финальный).
- Алейников, Сергей Евгеньевич
- Дасаев, Ринат Файзрахманович
- Литовченко, Геннадий Владимирович
- Михайличенко, Алексей Александрович
- Протасов, Олег Валерьевич
- Хидиятуллин, Вагиз Назирович

### 1988—1989
За победу на Олимпийских играх 1988 звания ЗМС были удостоены 19 футболистов (А. Михайличенко его уже имел) — заслуженными мастерами спорта стали все члены олимпийской команды (даже те, кто не сыграл ни одного матча, включая и отборочный турнир).
- Бородюк, Александр Генрихович
- Горлукович, Сергей Вадимович
- Добровольский, Игорь Иванович
- Кеташвили, Гела Георгиевич
- Кузнецов, Евгений Борисович
- Лосев, Виктор Васильевич
- Лютый, Владимир Иванович
- Нарбековас, Арминас Андреевич
- Пономарёв, Игорь Анатольевич
- Прудников, Алексей Павлович
- Савичев, Юрий Николаевич
- Скляров, Игорь Евгеньевич
- Татарчук, Владимир Иосифович
- Тищенко, Вадим Николаевич
- Фокин, Сергей Александрович
- Харин, Дмитрий Викторович
- Чередник, Алексей Валентинович
- Янонис, Арвидас Александрович
- Яровенко, Евгений Викторович

### 1989
- Разинский, Борис Давидович **
- Черенков, Фёдор Фёдорович

### 1991
- Банишевский, Анатолий Андреевич **
- Банников, Виктор Максимович **
- Беляев, Юрий Иванович **
- Беца, Йожеф Йожефович **
- Бышовец, Анатолий Фёдорович **
- Островский, Леонид Альфонсович **
- Поркуян, Валерий Семёнович **
- Численко, Игорь Леонидович **

### 1992
- Истомин, Юрий Васильевич **